# Peter Knoll

Peter Knoll

Wilhelm Peter Knoll (* 14. Juni 1940 in Eilenburg; † 12. November 2023) war ein deutscher Physiker, Professor für Geophysik sowie Unternehmer. Seine Hauptarbeitsgebiete waren Gebirgsmechanik und induzierte Seismizität.

## Ausbildung und Graduierung
Peter Knoll war das zweite von drei Kindern des Klempnermeisters Wilhelm Knoll und dessen Ehefrau Liesbeth Knoll. Er besuchte die Grundschule in Eilenburg und anschließend die dortige Oberschule. Nach dem Abitur 1958 ging er an die Technische Hochschule nach Dresden, seit 1961 Technische Universität Dresden, und studierte Physik in der Studienrichtung Kernphysik. 1965 erwarb er den akademischen Grad Diplomphysiker mit der Diplomarbeit Entwicklung und Bau einer Nachweiseinrichtung für Exoelektronen an LiF-Kristallphosphoren.
Seine Promotion auf dem Gebiet Geomechanik schloss er mit der Dissertation Beitrag zum Einfluss der Zeit auf die Deformation und den Bruch von Carnallitit als Externer an der Bergakademie Freiberg (BA Freiberg) 1970 mit dem akademischen Grad Doktoringenieur (Dr.-Ing.) ab. Seine akademischen Lehrer waren Akademiemitglied Karl-Heinz Höfer aus Leipzig und Werner Gimm aus Freiberg.
Die Habilitation (Promotion B) zum Doktor der Wissenschaften (Doctor scientiae technicarum, Dr. sc. techn.) auf dem Gebiet Bergbau erfolgte 1981 ebenfalls als Externer an der BA Freiberg mit einer Schrift zum Thema Der geomechanische Mechanismus von Gebirgsschlägen im Bergbau unter der wissenschaftlichen Betreuung von Tilo Döring aus Freiberg und Klaus Thoma aus Leipzig.

## Tätigkeit in der Praxis
Seinen Berufseinstieg vollzog Knoll im Jahre 1965 im Volkseigenen Betrieb „Geophysik Leipzig“ als Forschungsingenieur. Sein Arbeitsgebiet war die Entwicklung und Felderprobung von Akustik-Log-Bohrlochmessgeräten.
Im Zeitraum von 1966 bis 1982 war Knoll im „Institut für Bergbausicherheit Leipzig“ bei der Obersten Bergbehörde der DDR tätig. Hier war er Leiter der Forschungsabteilung Geomechanik und führte Forschungstätigkeit auf dem Gebiet der Standsicherheit unterirdischer Hohlräume unter dynamischen Beanspruchungszuständen und Gutachtertätigkeit für den unter- und übertägigen Bergbau aus. In diesem Rahmen war er Mitglied verschiedener Expertengruppen zur Bergbausicherheit über und unter Tage, Bearbeiter zahlreicher Forschungsprojekte im In- und Ausland sowie Sachverständiger für Unterirdische Hohlräume, Halden und Böschungen.
Seine Hauptarbeitsfelder waren in dieser Zeit: Gebirgsschläge im Kali-, Erz- und Kohlebergbau; Dynamisches Deformations- und Bruchverhalten inhomogener und anisotroper Gebirgskörper; Zeitabhängiges Deformations- und Bruchverhalten von Gesteinen und Gebirgskörpern; Entwicklung von wirtschaftlichen und sicheren bergbaulichen Gewinnungsverfahren.

## Professor an der Akademie der Wissenschaften

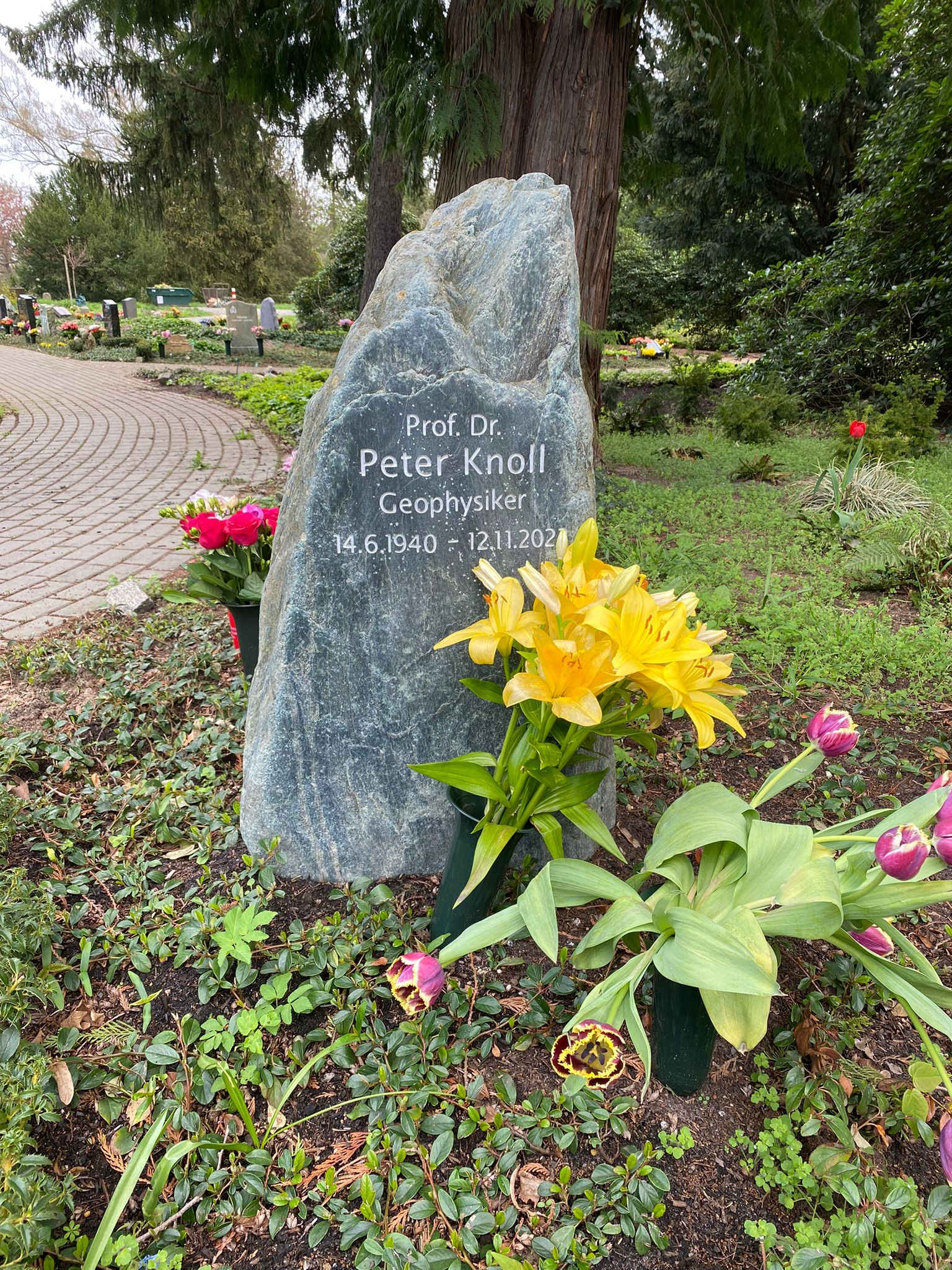
Grabstätte auf dem Neuen Friedhof Potsdam

Seit 1982 arbeitete Knoll im Zentralinstitut für Physik der Erde (am Ort des heutigen Geoforschungszentrums) in Potsdam. Er war dort Leiter der Abteilung Geomechanik und Seismizität, Leiter des Bereiches Seismologie sowie Stellvertreter des Institutsdirektors Heinz Kautzleben. 1983 erfolgte seine Ernennung zum Professor für Geophysik an der Akademie der Wissenschaften der DDR (AdW) zu Berlin.
Gleichzeitig war er Mitglied des Wissenschaftlichen Rates des Forschungsprogramms Geo- und Kosmoswissenschaften, Mitglied des Nationalkomitees für Geodäsie und Geophysik der AdW sowie Leiter der nationalen Arbeitsgruppe der DDR in der International Association for Earthquake Engineering (IAEE). Es erfolgte die Bearbeitung von nationalen und internationalen Forschungsprojekten auf den Gebieten Gebirgsmechanik und Seismologie, Gutachter- und Kontrolltätigkeit für den unter- und übertägigen Bergbau sowie für die seismische und geophysikalische Erkundung.
Seine Hauptarbeitsfelder waren in dieser Zeit: Anthropogen induzierte Seismizität, insbesondere im Bergbau und bei der unterirdischen Gewinnung und Speicherung gasförmiger und flüssiger Medien; Entwicklung seismischer Mess- und Überwachungsnetze sowie von Verfahren zur Erfassung und Verarbeitung geowissenschaftlicher Daten. Für seine Arbeiten auf dem Gebiet der bergbaulichen Gebirgsmechanik und der Bekämpfung von Gebirgsschlägen wurde er 1988 mit dem Nationalpreis 1. Klasse für Wissenschaft und Technik ausgezeichnet.
Knoll war verheiratet und lebte zusammen mit seiner Ehefrau seit seinem Wechsel an die Akademie in Potsdam. Seine Tochter ist die Schriftstellerin Else Buschheuer. Seine letzte Ruhestätte fand Peter Knoll auf dem Neuen Friedhof Potsdam.

## Selbständige Tätigkeit
Seit 1997 war Knoll als Einzelkaufmann Inhaber des „GTU INGENIEURBÜRO Prof. Dr. Knoll“ in Teltow, das Anfang 2004 geschlossen wurde. Ab 1992 war er Geschäftsführender Gesellschafter der „GEO-DYN Gesellschaft für Geophysikalisches Messen und Geotechnische Untersuchungen mbH“ in Teltow, die 2002 in Insolvenz ging. Seine Tätigkeit umfasste Entwicklung, Installation und Betrieb von geophysikalischen und geotechnischen Kontroll- und Überwachungsanlagen in Bergwerken und UT-Deponien und Endlagern, geotechnischen Strukturen und Hohlräumen.
Seine Hauptarbeitsfelder waren:
- Forschungsarbeiten zur bergbauinduzierten Seismizität im Kali-, Erz- und Steinkohlenbergbau,
- Langzeitsicherheitsnachweise über- und untertägiger Deponien im Rahmen von Raumordnungs- und Planfeststellungsverfahren,
- Langzeitsicherheitsanalysen für Endlager radioaktiver Abfälle und für Versatzbergwerke,
- Analysen zur geotechnischen Standsicherheit von Böschungen, Deponien und unterirdischen Hohlräumen,
- Planung von Deponien und geotechnischen Bauwerken,
- Brachflächenuntersuchungen (Industrie- und Bergbaubrachen),
- Bau- und bergbaubegleitende Beweissicherungsmessungen,
- Geophysikalische Erkundungen sowie Entwicklung geomechanischer Sicherungskonzepte mit Schwerpunkt Altbergbau.

In den Jahren 2001 bis 2005 war er Technischer Geschäftsführer der „GTS Grube Teutschenthal Sicherungs GmbH & Co. KG“ in Teutschenthal, Land Sachsen-Anhalt sowie anschließend von 2005 bis 2008 Fachberater dieses Unternehmens.
Seine Tätigkeitsschwerpunkte umfassten in diesem Zeitabschnitt von 2001 bis 2008:
- Technologische Planung der langzeitsicheren Verwahrung des Grubengebäudes sowie zugehörige Projektkontrolle,
- Fachliche Leitung mehrerer BMBF- und MW LSA geförderten FuE-Vorhaben zur Gewährleistung der Langzeitsicherheit eines Versatzbergwerkes im gebirgsschlaggefährdeten und extrem flüssigkeitsempfindlichen carnallitischen Salzgebirge sowie unmittelbare Umsetzung der Ergebnisse in die betriebliche Anwendung:
  - von 2002 bis 2007 Projektleiter des interdisziplinären FuE-Vorhabens „Entwicklung eines pumpfähigen Versatzes zur Sicherung einsturzgefährdeter Grubenbaue im Carnallitit Bergbau“ (Förderung: Ministerium für Wirtschaft MW, Land Sachsen-Anhalt LSA),
  - von 2002 bis 2007 Projektleiter des interdisziplinären FuE-Vorhabens „Entwicklung langzeitsicherer horizontaler Dammbauwerke unter komplizierten geologischen Bedingungen (leichtlösliche Salzgesteine: Carnallitit)“ (Förderung: Bundesministerium für Bildung und Forschung BMBF),
  - von 2003 bis 2008 Projektleiter des interdisziplinären FuE-Vorhabens „Verfahren zur Langzeitsicherung lösungsgefüllter Kavernen im Salzgebirge“ (Förderung: Bundesministerium für Wirtschaft BMWi).

## Arbeitsaufenthalte im Ausland
Knoll absolvierte vielfältige wissenschaftliche Arbeitsaufenthalte im Ausland (mehr als 2 Wochen Dauer; alphabetisch):
- Ägypten: Seismologische Observatorien Kairo und Assuan
- Bulgarien: Steinsalz-Kavernenfeld Mirovo/Provadia
- China: Akademie der Wissenschaften, Geowissenschaftliche Institute in Peking, Chengdu, Wuhan, Shanghai
- CSSR: Akademie der Wissenschaften, Geowissenschaftliche Institute Prag;  Steinkohlenrevier Ostrava: Zentralinstitut; Steinkohlengruben
- Indien: Indische Akademie der Wissenschaften; geowissenschaftliche Institute in Dehra Dun, Bombay (Mumbai), Neu-Delhi, Trivandrum; Cochin University of Science and Technology; National Geophysical Research Institute (NGRI) Bangalore und Goldbergbau in Kolar Gold Fields
- Jugoslawien: Institut für Geotechnik Belgrad; Kupfer-Großtagebau Bor
- Polen: Bergbauhauptinstitut (GIG) Katowice und Steinkohlen- und Kupfergruben
- Südafrika: Steinkohlen-Altbergbau im Mabuto-Korridor, Goldbergbau
- UdSSR bzw. Russland: Allunions-Forschungsinstitut für Markscheidewesen (VNIMI) Leningrad (Petersburg); Bergbauinstitut der Sibirischen Abteilung der Akademie der Wissenschaften, Novosibirsk; Bergbauinstitut Moskau; Kolaer Filiale der Akademie der Wissenschaften der UdSSR, Apatity, Kola-Halbinsel, Kohlebergbau Kusbass/Sibirien
- UdSSR bzw. Kasachstan: Institut für Gesteinsphysik und Markscheidewesen der Kasachischen AdW; Alma-Ata (Almaty)
- UdSSR bzw. Kirgistan: Institut für Physik und Mechanik der Gesteine der Kirgisischen Akademie der Wissenschaften, Frunse (Bishkek)
- USA: US Geological Survey, Menlo Park, Cal.; Stanford University, Cal.; University of Minnesota, Minn.; Refraction Technology Corp., Dallas/Texas.

## Mitgliedschaften und Ehrungen (Auswahl)
- Seit 1966: Mitglied und z. T. Leiter von Arbeitsgruppen:
  - Internationales Büro für Gebirgsmechanik (IBG) (zunächst bei der AdW Berlin; später beim Hauptbergbauinstitut GIG Katowice/Polen),
  - der Internationalen (IAEE) und Europäischen (EAEE) Association for Earthquake Engineering (jeweils nationaler Delegierter der DDR bis 1990)
  - Internationale Gesellschaft für Felsmechanik ISRM (Leiter der Nationalen Gruppe der DDR bis 1991)
  - Deutsche Gesellschaft für Geotechnik (DGGT), der Deutschen Geophysikalischen Gesellschaft (DGGy),
  - Deutsche Gesellschaft für Erdbebeningenieurwesen und Bodendynamik (DGEB) bis 2001,
  - Österreichische Gesellschaft für Geomechanik (ÖGG)
  - sowie anderer Fachverbände und Gesellschaften.

- 1994 bis 2011: Öffentlich bestellter und vereidigter Sachverständiger für unterirdische Hohlräume und Böschungen;  Anerkannter Sachverständiger mehrerer Bergämter und Oberbergämter (Nordrhein-Westfalen, Sachsen, Thüringen, Sachsen-Anhalt, Saarland)
- seit 2006: Mitglied des Editorial Board der Fachzeitschrift „Fizikotekhnicheskie Problemy Razrabotki Poleznykh Iskopaemych (Journal of Mining Science)“ der Sibirischen Filiale der Russischen Akademie der Wissenschaften und des Bergbauinstitutes Novosibirsk
- seit 2009: Mitglied der Leibniz-Sozietät der Wissenschaften zu Berlin, Mitarbeit im Arbeitskreis „Geo-, Montan-, Umwelt-, Weltraum- und Astrowissenschaften“[4]
- Mitglied der Gutachtergruppe des Ministeriums für Umwelt des Landes Sachsen-Anhalt im Planfeststellungsverfahren zur Stilllegung des Endlagers für Radioaktive Abfälle Morsleben (ERAM)

Auszeichnungen
- 1975 und 1982: Ehrenmedaille des Wissenschaftlich-Technischen Zentrums der Sowjetisch-Deutschen Aktiengesellschaft  (SDAG) Wismut
- 1979: Orden Banner der Arbeit, Stufe I
- 1988: Nationalpreis für Wissenschaft und Technik, 1. Klasse
- 2016: Daniel-Ernst-Jablonski-Medaille der Leibniz-Sozietät

## Veröffentlichungen
Knoll hat vielfältige Vorträge auf nationalen und internationalen wissenschaftlichen Veranstaltungen gehalten, deren Durchführung er teilweise selbst angeregt und mit organisiert hat. Seine wissenschaftlichen Veröffentlichungen spiegeln zugleich seine Teamarbeit wider und umfassen über 100 Arbeiten. Er hat Patente für Verfahren sowie zahlreiche Gutachten und Expertisen erarbeitet; hierfür hat er ca. 380 teilweise sehr umfangreiche und mehrbändige unveröffentlichte Abschlussberichte von Forschungsprojekten, Gutachten, Expertisen und Fachberichte für Behörden, Unternehmen und Gerichte im Rahmen der Forschungs- und Ingenieurtätigkeit erstellt.
- mit M. Frank, L. Herforth, F. Müller: Comparative Studies of Thermoluminescence and Thermostimulated Exoelektron Emission of LiF. Proceedings Int. Conf. an Luminescence, Budapest, 1966, S. 784–787
- mit K. Thoma, W. Menzel, H. Milde, G. Lorenz: Zur Bekämpfung von Gebirgsschlägen beim Auffahren bergmännischer Hohlräume im Granit. Bericht über das 10. Ländertreffen des Internationalen Büros für Gebirgsmechanik (IBG) 1968. Akademie-Verlag, Berlin 1970, S. 69–77
- Beitrag zum Einfluss der Zeit auf die Verformung und den Bruch von Salzgesteinen. Freiberger Forschungsheft, Nr. A528, 1973; 91 S., 49 Abb., 42 Tab.
- mit Z.-S. Erzhanov, A. J. Sinjaev, W. Hüls, M. T. Tusupov, U. Wüste, K. B. Aldamzarov, F. Georgi: Osnovy rasceta procnosti podzemnych sooruzenij v trescinovattych skal'nych porodach. Isd. Nauka Kaz. SSR, Alma-Ata 1978, 75 S., 22 Abb., 4 Tab
- mit P. Bankwitz, H. Thurm, M. M. Schneider, K. Thoma: Spannungsverteilung im Südosten der Deutschen Demokratischen Republik, abgeleitet aus direkten Untertagemessungen und rezenten Krustenbewegungen. Fiz. techn. probl. raz. pol. iskop., Novosibirsk 1978, 4, S. 3–8
- Flüssigkeitsindizierte seismische Ereignisse – Ausdruck des Verhaltens des geklüfteten Gebirges als Mehrphasensystem. Grundlagen und Anwendung der Felsmechanik, Trans. Tech. Publ., Clausthal 1978, S. 167–175.
- mit E. Hurtig, H. Grosser, R. Poppitz: Zu einigen Fragen von Herdmechanismus und Gesteinsmechanismus bei seismischen Ereignissen in Bergbaugebieten. Proceedings IASPEI — Symp. On Earthquake Foci Phys..; Int. Symp. On Laboratory fracture mechanics related to earthquake source physics, Bad Honnef/BRD, Sept. 1978
- mit W. Hüls: Interaction between different kinds of support and the solid fissured ground. Adv. Rock Mech., Band III, Proceedings 3rd Congr. Int. Soc. Rock Mech., Denver/Col. (USA), 1974; Nat. Acad. Sc., Washington D. C. (1979), S. 123–128
- mit A. Schwandt, K. Thoma: Die Bedeutung geologisch-tektonischer Elemente im Gebirge für den Bergbau, dargestellt am Beispiel des Werra-Kalireviers der DDR. Proceedings 5th Int. Symp. on Salt, Hamburg (BRD), 1978; Northern Ohio Geol. Soc., Band I (1979), S. 105–113
- mit K. Thoma, E. Hurtig: Gebirgsschläge und seismische Ereignisse in Bergbaugebieten. Rock Mech., Wien, Suppl. 10 (1980), S. 85–102
- mit H. Stiller, E. Hurtig, H. Grosser: On the Mechnism of the Interaction of Geotectonic Stress-Field and the Origin of Microearthquakes. Proceedings Internat. Symp. On Continental Seismology and Earthquake Prediction, Beijing (China) 1982, S. 384–389
- mit E. Hurtig, H. Grosser, F. Tauber: Seismological and geomechanical studies of a strong seismic event in the potash mines of the GDR; Implications for predicting mining tremors. Proceedings Int. Symp. On Earthquake Prediction, UNESCO Conf., April 1979, Paris, Terra Publ. Comp., Tokio (1984), 351–361
- Untersuchung des geomechanischen Mechanismus von Gebirgsschlägen mit seismologischen Modellen. Berg- und Hüttenmännische Monatshefte, 132. Jg. (1987) 4, S. 97–103
- mit W. Kuhnt: Seismological and technical investigations of the mechanics of rock bursts. In: Faihurst, Ch. (Ed.): Rockbursts and Seismicity in Mines. A. A. Balkema (1990), S. 129–138; Proceedings of the 2nd Int. Symp. On Rockbursts and Seismicity in Mines; Minneapolis, 8.–10. Juni 1988
- mit G. Gruenthal: Minor seismic hazards from swarm earthquakes. Proceedings 9th World Conf. on Earthquake Engineering, Tokyo/Kyoto 1988, vol. 8
- The dynamic excess pore pressure concept — a new possible mechanism for fluid-induced seismic Events. Gerl. Beitr. Geophys. Leipzig, 99 (1990) 3, S. 247–258.
- mit D. Werner (Eds.): Erdbebeningenieurwesen – Ingenieurseismologische Grundlagen, Vorschriften und Standards; Fallstudien. Buchreihe der Deutschen Gesellschaft für Erdbebeningenieurwesen und Baudynamik e. V. (DGEB), Hannover, Nr. 5; Potsdam 1991, 418 S.
- Ed.: Induced Seismicity. Verlag A. A. Balkema, Rotterdam 1992, 460 S.
- mit G. Kowalle: The Fracture Mechanics of Induced Seismic Events; Problems and Advances. In: R. Console, A. Nikolaev (Ed.): Earthquakes Induced by Underground Nuclear Explosions — Environmental and Ecological Problems. Springer, publ. in coop. with NATO Scientific Affairs Division, Serie: NATO Science Partnership Subseries: 2; Band 4, Springer-Verlag Berlin-Heidelberg, ISSN 1431-7141; 1995, S. 403–412
- mit B. Schreiber, G. Kowalle, K. Rother, I. Paskaleva, M. Kouteva: Analysis of dynamic stability of a system of caverns in the salt diapir of Provadia. Bulgaria. Int. Congr. On Rock Mech., Tokyo, Japan, 1995; Proceedings Band 3, S. 1279–1287
- mit J.-P. Lux, U. Lendel: Numerisches Berechnungsverfahren für die Dimensionierung von Ankerausbau. Felsbau 17 (1999) Nr. 5, S. 405–414
- Untersuchungen der Ursachen des Tagesbruchereignisses vom 2. Januar 2000 in Bochum-Wattenscheid. Glückauf Forschungshefte 62 (2001) Nr. 2, S. 44 bis 69
- mit P. Dolle, S. Kempe, W. Kudla: Modellierung und Ausführung des Dammbauwerkes in der Verbindungsstrecke der Grube Warndt/Luisenthal der DSK-Saar. Berg- und Hüttenmännischer Tag TU Bergakademie Freiberg, 2006
- mit G. Kowalle: Analyse der Erschütterungsausbreitung bergbauindizierter seismischer Ereignisse auf geomechanischer Basis. 10. Geokinematischer Tag, Freiberg 2009, Schriftenreihe des Instituts für Markscheidewesen und Geodäsie an der TU Bergakademie Freiberg, Heft 2009-1; ISBN 978-3-86797-053-2; S. 104–124
- Geowissenschaftliche Aspekte der Endlagerung radioaktiver Abfälle. Abhandlungen der Leibniz-Sozietät der Wissenschaften. trafo Wissenschaftsverlag, Berlin, Band 31, 2014, S. 165–188
- mit H. Kautzleben (Hrsg.): Kolloquium zu Ehren von Prof. Dr. Dr. h.c. mult. Helmut Moritz aus Anlass seines 80. Geburtstages. Sitzungsberichte der Leibniz-Sozietät der Wissenschaften zu Berlin; Band 119, Jhg. 2014
- Hrsg.: Im Mittelpunkt steht der Mensch — Fortschritte in den Geo-, Montan-, Umwelt-, Weltraum- und Astrowissenschaften. Kolloquium zum 80. Geburtstag von Heinz Kautzleben. Sitzungsberichte der Leibniz-Sozietät der Wissenschaften zu Berlin, Band 120, 2014 http://leibnizsozietaet.de/sitzungsberichte-der-leibniz-sozietaet-band-120-2014/
- Induzierte seismische Ereignisse beim Anstieg des Grubenwassers in stillgelegten Bergwerken – Geomechanische Charakteristika. Leibniz-Online, Nr. 24, 2016, (ISSN 1863-3285), http://leibnizsozietaet.de/internetzeitschrift-leibniz-online-nr-24-2016/
- Worte des Dankes und der Erinnerung. In: Horst Kant & Gerhard Pfaff (Hrsg.): Von den Mühen der Ebenen und der Berge in den Wissenschaften. Leibniz-Sozietät der Wissenschaften zu Berlin, Sitzungsberichte Band 145, Jahrgang 2021, trafo Wissenschaftsverlag Dr. Wolfgang Weist, Berlin, S. 47–54, ISBN 978-3-86464-182-4.